# Prelude (Lauren Jauregui)
Prelude è il primo EP realizzato della cantautrice statunitense Lauren Jauregui. È stato pubblicato il 5 novembre 2021 da Attunement Records e AWAL Recordings.
L'album è stato definito dall'artista come molto introspettivo. Vic Mensa e 6lack hanno collaborato alla realizzazione di due brani musicali presenti nell'EP.

## Tracce
1. Intro – 1:12
2. Colors – 2:34
3. Scattered (feat. Vic Mensa) – 3:38
4. Falling – 4:23
5. On Guard (feat. 6lack) – 3:26
6. Don't Wanna Say – 3:21
7. Sorry – 3:05